# 63P/Wild
63P/Wild eller Wild 1 är en periodis komet som upptäcktes 26 mars 1960 av den Schweiziska astronomen Paul Wild vid Observatorium Zimmerwald. 
Kometen har en diameter på ungefär 2,9 km.